# Ori and the Blind Forest
Ori and the Blind Forest — компьютерная игра в жанрах платформер и метроидвания, разработанная студией Moon Studios на базе движка Unity и изданная Xbox Game Studios. Выпуск игры для платформ Windows и Xbox One состоялся 11 марта 2015 года, а 27 сентября 2019 года игра была выпущена на платформе Nintendo Switch. В марте 2016 года вышло переиздание Definitive Edition. Сиквел игры, получивший название Ori and the Will of the Wisps, был анонсирован на Electronic Entertainment Expo 2017 и выпущен 11 марта 2020 года.

## Игровой процесс
Игра представляет собой двухмерный платформер. Игрок управляет персонажем по имени Ори (сказочное существо белого цвета, что-то среднее между лисицей, белкой и дикой кошкой) и защищающим его духом по имени Сейн (англ. Sein) — сгусток энергии, который следует за Ори. С помощью Сейна можно атаковать врагов, в которых он (по нажатии левой кнопки мыши, клавиши «X» на клавиатуре или кнопки геймпада) выпускает заряды «духовного пламени». Кроме того, Сейн может сделать кратковременный мощный выброс энергии (на что тратится ресурс), поражающий всех врагов поблизости от Ори и разрушающий некоторые объекты. Сам Ори изначально умеет только прыгать, но в процессе игры он сможет научиться карабкаться по стенам, нырять под воду, парить в воздухе, совершать двойные-тройные прыжки и использовать энергию, чтобы выстреливать собой или отталкивать врагов и предметы.
Игровая карта, представляющая различные участки леса, загружается целиком, и игрок волен идти туда, куда ему хочется, однако, не открыв определённую для данного участка леса способность героя, игрок в любом случае не сможет туда попасть.
Изначально игрока выбрасывают в игровой мир без каких-либо пояснений о том, что нужно делать, и методом проб и ошибок необходимо искать решение самостоятельно. После того как игрок найдёт Сейна, он уже будет получать некоторые подсказки от него.
Игровая механика Ori and the Blind Forest хорошо проработана, создатели игры совершенствовали её полтора года. У Ори есть показатель здоровья и показатель энергии, представленные в виде ячеек. Изначально Ори очень слаб, поэтому имеет всего три ячейки здоровья и одну ячейку энергии. Во время исследования мира игрок будет находить дополнительные ячейки для этих показателей. Убивая врагов и находя очки умения, способности Ори можно будет улучшать.
Всего доступно три направления развития персонажа, которые допускается прокачивать одновременно. Одно из них отвечает за боевые навыки, второе — за совершенствование поиска тайников, третье — за вспомогательные способности (дыхание под водой, уменьшение затрат ресурсов при выполнении каких-либо действий и т. д.).
Игрок может сохраниться в любой момент игры, что является также частью игрового процесса, так как в игре контрольные точки расставлены на карте очень далеко друг от друга, и после игровой смерти придётся начинать с последней сохранённой точки. На сохранение игры тратится ячейка энергии, поэтому игрок в начале игры вынужден сохраняться избирательно. Ближе к концу игры, когда ячеек, как правило, уже больше, сохранение игры уже не представляет большой проблемы.
Переиздание Ori and the Blind Forest: Definitive edition добавило в игру новую локацию и две новых способности главного героя, включая рывок, представляющий интерес для спидранеров. В существующие локации были добавлены новые секреты, открывающиеся с помощью введённых способностей. Также была добавлена возможность выбора уровня сложности, быстрого перемещения между колодцами духов, служащих статичными контрольными точками в оригинальной игре, и просмотра статистики прохождений на сложности «одна жизнь» после окончания игры. Кроме того, был реализован перенос сохранений между ПК и Xbox.

## Сюжет
Действие игры разворачивается в волшебном лесу под названием Нибель, в центре которого растёт дерево духов, служащее хранителем леса и выступающее рассказчиком истории. В начале игры происходит буря, во время которой шквалистым ветром с дерева срывает одного из его детей — духа по имени Ори, главного героя игры. Ори падает на землю, где его находит и усыновляет Нару. Когда буря кончается, дерево начинает звать своё дитя, заливая лес светом. Испугавшись этого явления, Нару прячется вместе с Ори в своём доме. Когда свет спадает, лес приходит в упадок. Нару, потеряв возможность собирать съедобные плоды, умирает от голода. Во второй раз осиротевший Ори покидает дом и бродит по лесу до тех пор, пока не падает без сил у корней дерева духов. Умирающее дерево отдаёт последние силы Ори, чтобы тот смог восстановить лес. Вскоре Ори находит Сейна, являющегося светом и глазами дерева духов, который указывает Ори на необходимость восстановления трёх основных элементов, поддерживающих баланс в Нибеле — воды, ветра и тепла, — а также соглашается сопровождать Ори.
Начав восстанавливать элементы, Ори встречается с Гумо, последним из рода гумонов, который крадёт ключ от элемента воды и убегает от Ори. Погоня заканчивается тем, что Гумо попадает под обвал. Ори спасает его и в знак благодарности получает ключ. В процессе поиска элементов Ори неоднократно подвергается нападению гигантской совы Куро — главного антагониста игры. Со временем выясняется, что именно Куро стала причиной упадка в лесу: являясь созданием тьмы, она ненавидела свет, поэтому похитила сердцевину дерева духов, пока оно звало Ори. После того, как Ори и Сейн находят гнездо Куро с единственным яйцом, становится понятна мотивация Куро: свет дерева духов убил её птенцов, кроме одного невылупившегося, и всё это время она пыталась защитить своё последнее дитя.
После восстановления элемента воздуха Ори находит свет дерева духов. Гумо крадёт свет и использует его для того, чтобы воскресить Нару и привести её к Ори. Когда восстанавливается элемент теплоты, находящийся в вулкане Хору, огонь выходит из-под контроля и охватывает лес. В это же время на Ори снова нападает Куро, однако к этому моменту до него добирается Нару, которая берёт его на руки, чтобы защитить от птицы. Это заставляет Куро вспомнить о собственных птенцах и замешкаться. Вскоре охватывающий лес огонь добирается и до гнезда Куро. Чувствуя это, она хватает свет дерева духов и, жертвуя собой, несёт его обратно к дереву. Происходит вспышка, которая убивает Куро и восстанавливает гармонию в лесу.
Нару, Ори и Гумо начинают жить вместе как одна семья и берут себе домой последнее яйцо Куро. В сцене после титров яйцо начинает вылупляться, намекая на продолжение игры.

## Разработка и выпуск
Ori and the Blind Forest разрабатывалась 4 года студией Moon Studios. Один из ведущих разработчиков — Томас Малер (англ. Thomas Mahler) — в прошлом работал в Blizzard Entertainment. По данным продюсера Microsoft Даниэля Смита, студия Moon Studios не сосредоточена в каком-то одном месте: разработчики находятся в разных уголках мира, таких как Австрия, Австралия, Израиль, США и другие страны. Программист Дэвид Кларк заявил, что «Ori and the Blind Forest» — это дань уважения таким классическим приключенческим играм, как Rayman и Metroid.
При написании сюжета разработчики руководствовались такими произведениями, как «Король Лев» и «Стальной гигант»: в частности, сцена, в которой умирает Нару и её оплакивает Ори, в ключевых моментах копирует сцену смерти Муфасы, а самопожертвование Куро повторяет финальную сцену в «Стальном гиганте». Сама игра написана на игровом движке Unity. Действие игры происходит на одной большой карте без видимых подгрузок частей игрового мира, поэтому перед игрой необходимо выждать достаточно длительную загрузку. Как утверждают разработчики, ни один фоновый нарисованный элемент не дублируется.
Впервые игра была представлена на E3 2014 на презентации в Гален Центре; кстати, E3 было тем мероприятием, на котором все разработчики впервые встретились лицом друг с другом. Во время E3 её посетители выстраивались в длинные очереди, чтобы попробовать демоверсию.
После E3 Moon Studios анонсировали выход Xbox-версии игры в начале 2015 года. В ноябре 2014 Moon Studios объявила о планах отодвинуть выпуск для всех запланированных платформ, не упомянув, однако, ничего о платформе Xbox 360. Позднее они заявили, что вскоре состоится выход игры для этой платформы.
В рамках выставки Gamescom 2015 было анонсировано дополнение игры для платформ Windows и Xbox One, а также переиздание Definitive Edition, которое, помимо прочего, будет включать это дополнение. Владельцам оригинальной игры было предложено приобрести дополнение по сниженой цене, а для тех, кто покупал игру впервые, стоимость расширенного издания была такой же, какой была стоимость оригинальной игры в момент выпуска. Изначально переиздание планировалось выпустить в рождественские каникулы, однако впоследствии оно было перенесено на весну 2016 года. Датой релиза было назначено 11 марта. В дальнейшем выпуск версии на ПК был отложен ещё сильнее, а версия на Xbox вышла согласно анонсу, 11 марта. Версия для ПК вышла 14 июня 2016 года. Игра также была выпущена на физических носителях при поддержке издателя Nordic Games.
19 августа 2019 года, в рамках выставки Gamescom 2019, было объявлено, что Ori and the Blind Forest: Definitive Edition будет также выпущена на Nintendo Switch. Игра вышла 27 сентября 2019 года. Версия для Switch содержит оптимизации, созданные командой для Ori and the Will of the Wisps; кроме того, анимации, выполненные с частотой 30 кадров в секунду на ПК и Xbox, были перерисованы с частотой 60 кадров в секунду, за счёт чего игра выглядит плавнее. По данным Nintendo, Ori and the Blind Forest вошла в список 20 самых продаваемых игр на Switch за 2019 год в Европе.

## Отзывы и критика
| Сводный рейтинг       | Сводный рейтинг             |
| Агрегатор             | Оценка                      |
| --------------------- | --------------------------- |
| GameRankings          | 88,52 % (XONE) 89,33 % (PC) |
| Metacritic            | 89/100 (Xbox) 89/100 (PC)   |
| Иноязычные издания    |                             |
| Издание               | Оценка                      |
| Destructoid           | 9,5/10                      |
| Edge                  | 7/10                        |
| EGM                   | 9/10                        |
| Game Informer         | 9,5/10                      |
| GameRevolution        | [ 26 ]                      |
| GameSpot              | 9/10                        |
| GamesRadar+           | [ 28 ]                      |
| GameTrailers          | 8,6/10                      |
| IGN                   | 8,5/10                      |
| PC Gamer (US)         | 87/100                      |
| Polygon               | 9/10                        |
| VideoGamer            | 9/10                        |
| Русскоязычные издания |                             |
| Издание               | Оценка                      |
| 3DNews                | 10/10                       |
| PlayGround.ru         | 10/10                       |
| Riot Pixels           | 75 %                        |
| StopGame.ru           | «Изумительно»               |
| «Игромания»           | 9/10                        |

| Сводный рейтинг | Сводный рейтинг |
| Агрегатор       | Оценка          |
| --------------- | --------------- |
| GameRankings    | 87,85 %         |

### Рецензии
Ori and the Blind Forest получила признания критиков, особенно были отмечены визуальный стиль, игровая история, музыкальное сопровождение, исследование мира и дизайн игры.
| Одурманивающе красивый, интересный и по-своему глубокий платформер. Ori and the Blind Forest не держит вас за дурака и постоянно подкидывает новые испытания, но не теряет хватку: игра всегда ровно настолько сложная, насколько нужно. — игровой журнал «Игромания» |

На ежегодном голосовании The Game Awards 2015 игра удостоилась первого места в категории «Лучший арт-дирекшн», а также второго места в категории «Лучший платформер», отстав всего на 1 % от победителя Super Mario Maker — конструктора карт для игры Mario.

### Продажи
По словам одного из ведущего разработчика Moon Studios Томаса Малера, официально заявил, что их первый большой проект Ori and the Blind Forest уже успел полностью отбить свои затраты на производство и произошло это в течение всего лишь какой-то недели после релиза, и намекнул, что франшиза может увидеть следующую часть.
«Мы и Microsoft не скрываем своего счастья: Ori and the Blind Forest удалось полностью отбить вложенный в него бюджет всего за неделю после релиза. Я бы даже не удивился, если в будущем какая-нибудь киностудия решила бы приобрести права на экранизацию нашей игры, ведь она без сомнения отлично смотрелась на большом экране. И да, не стану отрицать, наша команда очень хочет сделать новый большой проект, и уже сейчас работает над пятью различными прототипами, которые, возможно, со временем станут полноценными играми. Мне бы хотелось рассказать вам чуть больше, но, к сожалению, по определённым причинам раскрывать всех подробностей относительно наших дальнейших планов я не могу».
Летом 2018 года, благодаря уязвимости в защите Steam Web API, стало известно, что точное количество пользователей сервиса Steam, которые играли в игру хотя бы один раз, составляет 997 767 человек, а в Ori and the Blind Forest: Definitive Edition — 764 826 человек.

### Награды
| Награждения                                        | Категории                     | Итог      | Источник |
| -------------------------------------------------- | ----------------------------- | --------- | -------- |
| Golden Joystick Awards 2015                        | Лучшая оригинальная игра      | Номинация | [ 43 ]   |
| Golden Joystick Awards 2015                        | Лучшая графика                | Номинация | [ 43 ]   |
| Golden Joystick Awards 2015                        | Игра года                     | Номинация | [ 43 ]   |
| Golden Joystick Awards 2015                        | Лучший звук                   | Победа    | [ 44 ]   |
| Golden Joystick Awards 2015                        | Xbox Игра года                | Победа    | [ 44 ]   |
| The Game Awards 2015                               | Лучшая инди-игра              | Номинация | [ 45 ]   |
| The Game Awards 2015                               | Лучший саундтрек              | Номинация | [ 45 ]   |
| The Game Awards 2015                               | Лучший приключенческий боевик | Номинация | [ 45 ]   |
| The Game Awards 2015                               | Лучший Арт-дирекшн            | Победа    | [ 45 ]   |
| Премия Британской Академии в области видеоигр 2016 | Artistic Achievement          | Победа    | [ 46 ]   |

## Музыка в игре
Музыку для игры написал композитор Гарет Кокер.
| №                   | Название                               | Длительность |
| ------------------- | -------------------------------------- | ------------ |
| 1.                  | «Ori, Lost In the Storm»               | 1:08         |
| 2.                  | «Naru, Embracing the Light»            | 1:24         |
| 3.                  | «Calling Out»                          | 1:28         |
| 4.                  | «The Blinded Forest»                   | 3:28         |
| 5.                  | «Inspiriting»                          | 1:22         |
| 6.                  | «First Steps Into Sunken Glades»       | 4:34         |
| 7.                  | «Finding Sein»                         | 1:45         |
| 8.                  | «Up the Spirit Caverns Walls»          | 5:36         |
| 9.                  | «The Spirit Tree»                      | 1:48         |
| 10.                 | «Kuro's Tale I - Her Rage»             | 1:16         |
| 11.                 | «Thornfelt Swamp»                      | 4:07         |
| 12.                 | «Down the Moon Grotto»                 | 3:55         |
| 13.                 | «The Ancestral Trees»                  | 1:48         |
| 14.                 | «Gumo's Hideout»                       | 3:05         |
| 15.                 | «Breaking Through the Trap»            | 0:56         |
| 16.                 | «Climbing the Ginso Tree»              | 5:39         |
| 17.                 | «Restoring the Light, Facing the Dark» | 2:28         |
| 18.                 | «The Waters Cleansed»                  | 2:02         |
| 19.                 | «Lost In the Misty Woods»              | 4:45         |
| 20.                 | «Home Of the Gumon»                    | 5:07         |
| 21.                 | «Escaping the Ruins»                   | 2:19         |
| 22.                 | «Kuro's Tale II - Her Pain»            | 1:56         |
| 23.                 | «Riding the Wind»                      | 5:00         |
| 24.                 | «Completing the Circle»                | 2:20         |
| 25.                 | «Approaching the End»                  | 1:08         |
| 26.                 | «Mount Horu»                           | 2:56         |
| 27.                 | «Conundrum»                            | 1:22         |
| 28.                 | «The Crumbling Path»                   | 2:27         |
| 29.                 | «Racing the Lava»                      | 0:28         |
| 30.                 | «Fleeing Kuro»                         | 3:48         |
| 31.                 | «The Sacrifice»                        | 3:07         |
| 32.                 | «Light of Nibel»                       | 4:19         |
| Общая длительность: | Общая длительность:                    | 1:28:51      |

## Продолжение
Продолжение под названием Ori and the Will of the Wisps, было анонсировано на E3 2017. Релиз был назначен на 11 февраля 2020 года, но позже перенесен на 11 марта 2020 года. Также игра получила коллекционное издание.